# 析津府
析津府（せきしんふ）は、中国にかつて存在した府。遼代から金代にかけて、現在の北京市一帯に設置された。

## 遼代の南京析津府
938年（会同元年）、契丹により幽州は南京に昇格し、幽都府と改められた。1012年（開泰元年）、幽都府は析津府と改称された。南京析津府は南京道に属し、析津・宛平・昌平・良郷・潞・安次・永清・武清・香河・玉河・漷陰の11県と順州・檀州・涿州・薊州・易州・景州の6州を管轄した。

## 金代の大興府
1153年（貞元元年）、金により析津府は大興府と改称され、中都が置かれた。大興府は中都路に属し、大興・宛平・昌平・良郷・安次・永清・武清・香河・宝坻・漷陰の10県と広陽鎮を管轄した。

## 元代の大都路
1284年（至元21年）、元により大興府は大都路総管府と改められた。大都路は中書省に属し、右警巡院・左警巡院と以下の10州22県を管轄した。
- 直属：大興県・宛平県・昌平県・良郷県・永清県・宝坻県
- 涿州に属する：范陽県・房山県
- 覇州に属する：益津県・文安県・大城県・保定県
- 通州に属する：潞県・三河県
- 薊州に属する：漁陽県・玉田県・豊潤県・遵化県・平谷県
- 漷州に属する：香河県・武清県
- 順州
- 檀州
- 東安州
- 固安州
- 竜慶州に属する：懐来県

## 明代
1368年（洪武元年）、明により大都路が北平府と改められた。1370年（洪武3年）、北平に燕王朱棣の王府が置かれた。1403年（永楽元年）、北京に昇格し、北平府は順天府と改称された。